# 南瓜假白烏介
南瓜假白烏介（学名：Falsobuntonia cucurbitacea）为粗面介科假白烏介屬下的一个种。